# Zagrebačka oblast
Zagrebačka oblast je bila oblast u Kraljevini SHS. Sjedište je bilo u Zagrebu. Osnovana je Uredbom o podjeli zemlje na oblasti od 26. lipnja 1922. godine kojim je preustrojena Kraljevina SHS. Ukinuta je Zakonom o nazivu i podjeli Kraljevine na upravna područja od 3. listopada 1929. godine.

## Povijest
Uredbom o podjeli zemlje na upravne oblasti od 26. travnja 1922. te istodobno donesenim Zakonom o sreskoj i oblasnoj samoupravi (SN br. 92/1922), na osnovi čl. 95 Vidovdanskog ustava, Kraljevina SHS podijeljena je na 33 oblasti. Jedna od oblasti bila je i Zagrebačka oblast, koja je teritorijalno obuhvaćala dotadašnju Zagrebačku i Varaždinsku županiju (bez Međimurja, koje je pripalo Mariborskoj oblasti). Kao i ostale oblasti, počela je poslovati tek 1924., kad je postavljen veliki župan, Mile Kramarić, kao predstavnik državne vlasti. Veliki župan je imao vlastiti, predsjednički ured, te mu je bilo podređeno 12, odnosno 13 odjeljenja. Oblasna samouprava koja je djelovala putem Oblasne skupštine i Oblasnog odbora, uspostavljena je tek 1927. godine. Usvajanjem Zakona o izmjeni Zakona o općinama i oblasnim samoupravama 1929., oblasne su skupštine i oblasni odbori raspušteni, a veliki su župani bili dužni postaviti komesare oblasne samouprave koji će preuzeti poslove skupštine i odbora za dotične djelatnosti. Nadležnost komesara bila je utvrđena Uredbom o radu komesara oblasne samouprave od 20. siječnja 1929. godine. Komesar je bio pod izravnim nadzorom velikog župana. Komesari su prestali s radom 15. studenoga 1929., kad njihove nadležnosti prelaze na banovine, uspostavljene Zakonom o nazivu i podjeli Kraljevine od 3. listopada 1929. Teritorij Zagrebačke oblasti nakon toga je uključen u Savsku banovinu, jednu od 9 novih administrativno-teritorijalnih jedinica. Od 16. studenoga 1929. oblasti se bile "oblasti u likvidaciji", a konačna likvidacija svih organa samouprave određena je najkasnije do 4. prosinca 1929.

## Izbori
| Stranke i koalicije                      | Stranke i koalicije                      | Ukupno zastupnika | Iz Zagreba | Udjel u skupštini |
| ---------------------------------------- | ---------------------------------------- | ----------------- | ---------- | ----------------- |
| Hrvatska seljačka stranka                | Hrvatska seljačka stranka                | 70                | 4          | 87,5%             |
| Samostalna demokratska stranka           | Samostalna demokratska stranka           | 3                 | 1          | 3,75%             |
| Hrvatska federalistička seljačka stranka | Hrvatska federalistička seljačka stranka | 3                 | 3          | 3,75%             |
| Nezavisna radnička partija (komunisti)   | Nezavisna radnička partija (komunisti)   | 2                 | 2          | 2,5%              |
| Hrvatska stranka prava                   | Hrvatska stranka prava                   | 1                 | 1          | 1,25%             |
| Ostali - nestranački                     | Ostali - nestranački                     | 1                 | -          | 1,25%             |
| Ukupno                                   | Ukupno                                   | 80                | 11         | 100,0%            |

## Politika
Banska Hrvatska (Pokrajina Hrvatska i Slavonija) kao posebna pokrajina u sklopu Kraljevine SHS postojala do potkraj veljače 1924. Ukidanje svih povijesnih pokrajina i zemalja bilo je predviđeno još godine 1921. Vidovdanskim ustavom, kojim je država definirana kao jedinstvena i centralizirana država. Bilo je predviđeno da nova upravna podjela zemlje bude provedena osnivanjem oblasti, koje su trebale imati i neka obilježja samoupravnih tijela. Pokrajina Hrvatska i Slavonija naposljetku je ukinuta odlukom vlade od 15. veljače 1924., da bi s prvim ožujkom iste godine godine na njezinom području počele djelovati četiri oblasti: Zagrebačka, Primorsko-krajiška, Osječka i Srijemska. One su u početku bile bile tek jedinice državne uprave, da bi oblasne skupštine, oblasni odbori i ostala samoupravna tijela bili uspostavljeni nakon oblasnih izbora početkom 1927. Tada i oblasti s hrvatskom većinom ustrojavaju svoja samoupravna tijela, a osobito je značajno to što je na čelu oblasnog odbora Zagrebačke oblasti bio predsjednik HSS-a Stjepan Radić. On je u oblasnoj samoupravi vidio izvanrednu priliku za suprotstavljanje centralizmu i mislio je da na taj način može utjecati na gospodarski, financijski i kulturno-prosvjetni razvoj te oblasti, ali i hrvatskih zemalja. Odredbe Zakona o oblasnoj i kotarskoj samoupravi davale su oblastima pravo da se povežu u cilju ostvarenja nekih zajedničkih ciljeva iz svojeg samoupravnog djelokruga. Radić je Zagrebačkoj oblasti nastojao dati izrazitiji hrvatski karakter.

## Uprava
Oblasna je samouprava bila podijeljena na zakonodavnu, nadzornu i izvršnu vlast. Rad se odvijao kroz tijela oblasne samouprave, a rješavala je pitanja: Oblasno zakonodavstvo izglasavanja proračuna, oblasnih javnih radova, upravljanje unaprjeđenjem oblasnih privrednih interesa, oblasni javni radovi, briga o narodnom zdravlju, prosvjetni poslovi oblasti, oblasne prometne ustanove i dr, kao što je pomaganje razvoja obrta, industrije, prikupljanje statističkih podataka za potrebe oblasne samouprave, davanje mišljenja vladi o pitanjima zakonskih prijedloga koji se odnose na oblasti itd.
- Iz područja financija to su bili: poslovi sastavljanja oblasnih proračuna, raspolaganje porezima za oblasne rashode;
- Narodno gospodarstvo: briga za oblasnu privredu općenito, za poljoprivrednu industriju, seljačka gospodarstva, poljoprivredne zaklade, agrarno-političke mjere, razvoj pojedinih poljoprivrednih grana, briga oko gospodarskih proizvoda, poslovi razvoja stočarstva i veterinarstva, komasacije, izrada gospodarskih osnova, briga nad oblasnim imanjima, seljačke zadruge i dr.
- Poslovi narodne prosvjete uključuju poslove koji su vezani uz unaprjeđenje prosvjete i školstva, školski programi, održavanje tehničkih uvjeta školovanja i sl., Poslovi građevinarstva i prometa su izdavanje građevnih i vodograđevnih propisa, briga za oblasne ceste, javne gradnje, mostove, željeznice, opskrbu vodom, navodnjavanje, osiguranje građevnog materijala, eksproprijacije, nadzor nad obavljanjem građevinskih poslova;
- Narodno zdravlje i socijalna politika obuhvaćali su poslove brige i nadzora nad provođenjem mjera iz zdravstvenih propisa, osnivanje zdravstvenih stanica, nadzor lječilišta, osnivanje sanatorija, nadzor nad javnim lokalima, tržištima, zaštitno-tehničke mjere, brigu za siročad i nezbrinute, pomoć kod elementarnih nepogoda, zaštita invalida i dr; osim toga u nadležnosti su mu i poslovi šumarstva (ukupna briga nad oblasnim šumama, pošumljavanje) te poslovi iz područja obrta, trgovine, industrije i statistike (unaprijeđenje obrta i kućnih radinosti, stručno obrazovanje i sajmovi i dr.).[3]

### Tijela
Veliki je župan za obavljanje poslova iz svoje nadležnosti imao na raspolaganju referente postavljene na čelo 12 odjeljenja (odjela): upravnog, redarstvenog, odjeljenja za vjere, poljoprivrednog, šumarskog, zadružnog, agrarno-pravnog, veterinarskog, sanitetskog, hidrotehničkog i odjeljenja za trgovinu i industriju. Do godine 1927./1928. broj odjeljenja se povećao na 13, pa su tada djelovala sljedeća odjeljenja: financijsko, upravno, redarstveno, za vjeru, poljoprivredno, šumarsko, zadružno, agrarno-pravno, veterinarsko, sanitetsko, hidrotehničko, za trgovinu i industriju.
Oblasna skupština predstavljala je zakonodavnu i nadzornu vlast. Saziv oblasne skupštine pripadao je velikom županu u kraljevo ime. Oblasna je skupština izglasavala oblasni proračun i oblasne uredbe, koje su imale karakter oblasnog zakon i mogle su se odnositi: na unutarnje poslovanje oblasnih samoupravnih vlasti, na ustrojstvo i poslovanje rasnih oblasnih samouprava i zavoda, reguliranje plaća i mirovina oblasnih činovnika, propisivanje načina uporabe oblasnih sredstava, razrađivanje zakonskih odredaba u cilju primjenjivanja u oblasti ako nisu iz područja javnog mira i reda, sigurnosti i morala. Za pojedine zadatke Skupština Zagrebačke oblasti jednokratno je imenovala odbore koji su bili raspušteni po obavljenome poslu (Financijski odbor, Odbor za uredbe, Odbor za molbe i žalbe).
Oblasni odbor, kao izvršni organ Zagrebačke oblasti, na čelu s predsjednikom, rješavao je stvari iz svoje nadležnosti na redovnim i izvanrednim sjednicama. Sukladno zakonskim odredbama imao je vlastitu kancelariju i poseban Kancelarijski poslovni red za oblasni odbor zagrebačke oblasti. Prema njemu članovi Oblasnoga odbora Zagrebačke oblasti vodili su rad 8 stručnih odjeljenja (odjela), putem kojih su se rješavali samoupravni poslovi. Odjeljenja su bila nadležna za financije; narodno gospodarstvo; narodnu prosvjetu; javne radove i promet; narodno zdravlje; socijalnu pomoć; obrt, industriju i opću statistiku; te za samoupravnu administraciju.

## Grb
Stjepan Radić je oblasti nastojao dati izrazitiji hrvatski karakter, što se ogledalo i u njezinu grbu. Grb Zagrebačke oblasti se sastojao od hrvatskoga šahiranog grba okruženog vijencem spletenim od žitnog klasja. Taj je grb bio na pečatima samoupravnih tijela, odnosno na tiskanim zaglavljima memoranduma tih tijela. Na pečatu Oblasne skupštine Zagrebačke oblasti hrvatski šahirani grb sastojao se od 25 polja s početnim crvenim poljem. Uvođenje diktature i ukidanje oblasti godine 1929. prekinuli su daljnju uporabu opisanoga grba. Isti grb pojavio se u drugoj polovici tridesetih godina na kartoniranim koricama Sabranih djela Dra Antuna Radića. Ona su izišla u nakladi Seljačke sloge, masovne organizacije hrvatskog seljaštva koja je djelovala u okrilju HSS-ova Hrvatskog seljačkog pokreta. Nijedna druga hrvatska oblast nije imala svoj grb.